# Kasteel Beaulieu

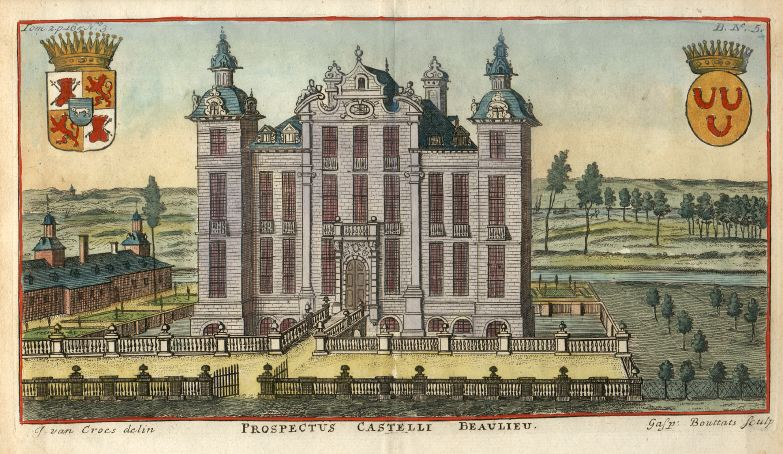
Het Kasteel Beaulieu op een gravure van Jacob Harrewijn.

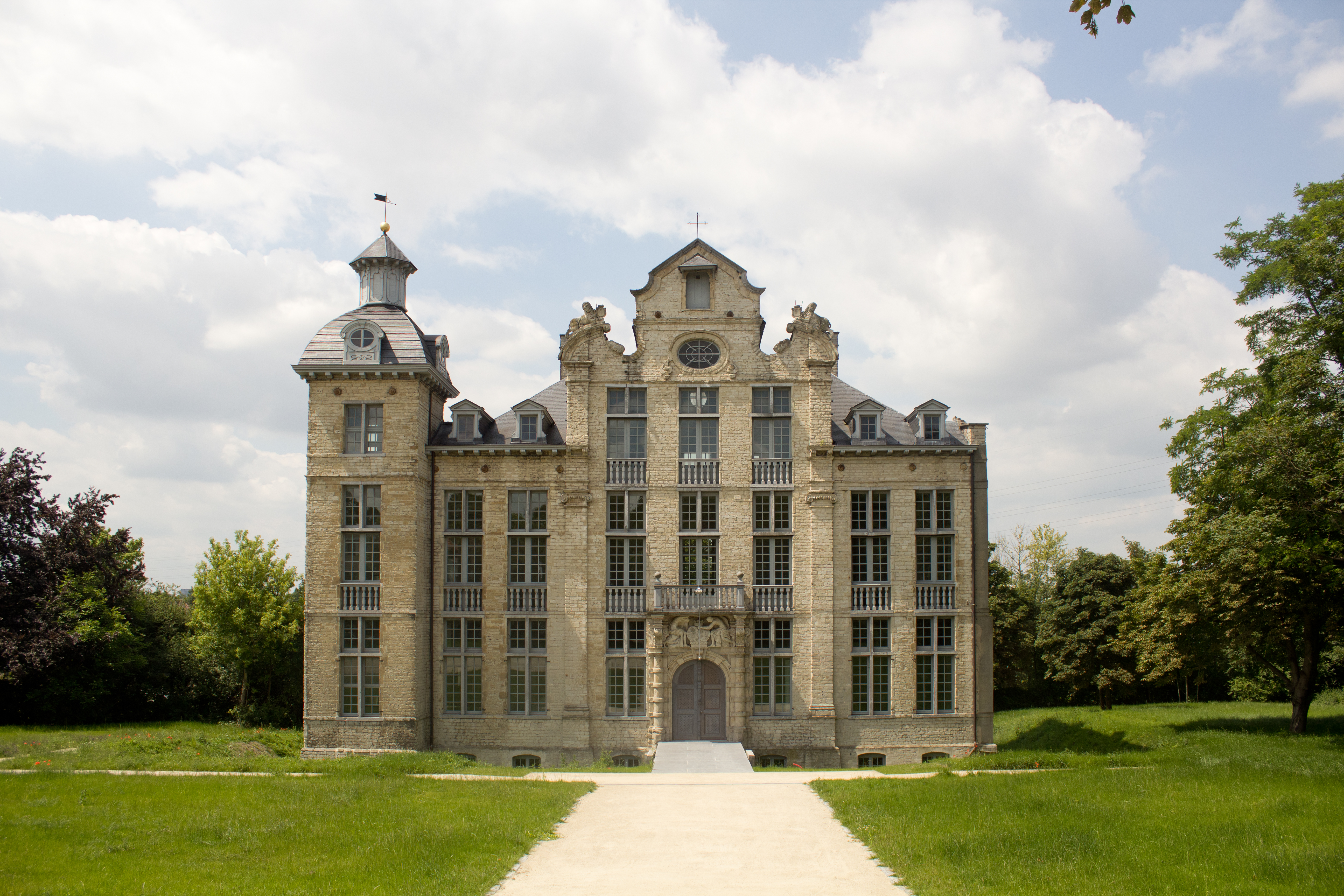
Het gerenoveerde kasteel in 2014

Kasteel Beaulieu is een barok kasteel in Machelen uit het derde kwart van de 17de eeuw. Het waterslot stond op de oever van de Woluwe met uitzicht op de Zennevallei ('Beau lieu' (fr): mooie plaats). De mooie omgeving van vroeger is destijds veranderd in een woonwijk en een verloederde industriezone. De aanliggende tuinen en bijgebouwen zijn allen verdwenen. Na een lang verval in de 20e eeuw werd het kasteel begin 21e eeuw gerenoveerd. Prominent aanwezig in het gebouw is het stucwerk van de 17e-eeuwse kunstenaar Jan Hansche.

## Geschiedenis

### Bouw
Het kasteeldomein bevond zich aan weerszijden van de huidige Pieter Schroonsstraat, die in de 17e eeuw ook al bestond, juist ten noorden van de weg naar Buda. In 1652 kocht graaf Lamoraal II van Thurn en Tassis, erfelijke grootmeester van het keizerlijke postwezen, het domein en bouwde er het kasteel. Het kasteel zou ontworpen zijn door Lucas Fayd'herbe en werd opgetrokken uit zandsteen die lokaal gewonnen werd. Typerend voor het ontwerp zijn de maximaal opengewerkte voor- en achtergevel. De ongewoon grote vensters waren een typisch kenmerk van het stedelijk paleis, hier toegepast in een destijds landelijke omgeving. Het kasteel werd voltooid tussen 1653 en 1656. De ingang lag oorspronkelijk aan de oostzijde, aan de huidige Pieter Schroonsstraat. De oorspronkelijke naam van het kasteel luidde 'Belvédère'. Een van de vele bekende eigenaars van het kasteel was Jean-Paul Bombarda, stichter van de Muntschouwburg, die er woonde van 1697 tot 1712.
Op de Ferrariskaarten staat het kasteel langs de huidige Pieter Schroonsstraat en wordt het aangeduid als 'Château de Sainte Gertruyde Machelen'. De Budasteenweg leidde in die tijd naar het gehucht Buda aan de Willebroekse vaart. De huidige Budasteenweg-Broekstraat verzorgde de verbinding met Diegem. Deze straat is vandaag onderbroken door de aanleg van de E19. Aan de westzijde van het kasteel liep de Woluwe. In 1782 kocht de bankier-slavenhandelaar Frédéric Romberg het kasteel en van 1810 tot 1838 was het in handen van baron François-Joseph-Louis de Godin. In de Atlas der Buurtwegen (1841) is te zien hoe er aan de overzijde van de Woluwe vijvers zijn aangelegd.

### 19e eeuw
Op het Perceelsplan (Popp, 1842-1843) en de Vandermaelen kaart (1846-1854) wordt het kasteel aangeduid als 'kasteel van Godin'. Op de 'Dépôt de la Guerre'-kaart uit 1865 is de Broekstraat, die vooraan het kasteel passeert, de enige verharde weg die Machelen en Diegem verbindt. Tussen 1865 en 1877 wordt de 'Route de Buda', een belangrijke verbinding tussen Diegem en het kanaal, sterk verbreed. Terwijl het grootste deel van de Zennevallei industrialiseert blijft het parkdomein met zijn vijvers nog landelijk. Bekende bewoners van het kasteel in de 19e eeuw zijn de graven d'Alcantara. Graaf Emmanuel Joseph d'Alcantara (1795-1859) kocht het kasteel in 1840. Zijn zoon Anatole d'Alcantara verkocht het kasteel in 1884 aan Charles (Emile) Rittweger, verzekeringsmakelaar in Brussel. Onder de familie d'Alcantara en onder het eigenaarschap van Rittweger werden verschillende verbouwingen aan het kasteel uitgevoerd. Mogelijk werd de ingang hierbij verplaatst naar de westgevel (aan de huidige Woluwelaan) en kreeg de Herculeszaal de functie van vestibule.

### Ontmanteling van het domein
In de 1920 kwam er meer en meer industrie aan de overzijde van het kasteel, waardoor de idylle van de ligging definitief verloren gaat. Na het overlijden van Rittweger in 1919 kwam het domein in handen van zijn neef Georges Chevallier die het op zijn beurt in 1925 verkocht. Vanaf dan begint het geleidelijk verval van het kasteel. De vennootschap voor onroerende goederen die het kasteel in 1928 opnieuw verkoopt, verplicht in de verkoopsvoorwaarden de nieuwe eigenaar tot de gedeeltelijke afbraak en ontmanteling van het kasteeldomein. De dreven verdwijnen, de grachten en vijvers worden gedempt en het kasteelpark wordt verkaveld tot de Machelse wijk 'Beaulieu'. Op het einde van de jaren 1920 wordt de noordoostelijke kasteeltoren afgebroken. De stenen van de omheiningsmuur worden hergebruikt voor de bouw van de kerk van Diegem-Lo.

### Herstel
Tegenwoordig ligt het kasteel aan de drukke Woluwelaan, aangelegd tussen 1947 en 1951. In de late jaren 40 van de 20e eeuw wordt het kasteel hersteld door liefhebbers, die het kasteel in 1956 ook aankopen. De Herculeszaal werd in 1950 beschermd als monument, in 1955 werd de bescherming uitgebreid tot de gevels. De gedeeltelijke herstelling wordt voltooid in 1964. Van 1964 tot 1975 was er een restaurant gevestigd in de kelder van het kasteel en van 1964 tot 1975 huisde een permanente tentoonstelling van het Postmuseum op het gelijkvloers.

### Verval en vandalisme
Vanaf 1975 startte een tweede periode van verval en vandalisme. Het is vooral deze periode die desastreus was voor de erfgoedwaarde van het goed. In de jaren 80 en 90 werd hiertoe de muuropeningen dichtgemetseld om nog verdere beschadiging te voorkomen.

### Renovatie en nieuwe bestemming
In de zomer van 2002 startte een tweede renovatieronde, waarbij onder andere de ringgracht opnieuw open werd gemaakt. In maart 2017 gaat er een tijdelijke tentoonstelling door van beeldende kunst